# Håkan Blennow
Håkan Erik Anton Blennow, född 27 juni 1944 i Simrishamns församling i Kristianstads län, är en svensk militär.

## Biografi
Blennow avlade officersexamen vid Krigsflygskolan 1967 och utnämndes samma år till fänrik vid Skånska flygflottiljen, varefter han befordrades till löjtnant 1969 och till kapten 1972. Han gick Högre kursen vid Flyglinjen på Militärhögskolan och befordrades till major 1978, varefter han blev chef för Stridsledningsavdelningen vid staben i Södra militärområdet 1978. Han befordrades till överstelöjtnant 1982 och var chef för Stridsledningsenheten vid Skånska flygflottiljen 1984–1988, varefter han var stabschef vid flottiljen 1989–1993. Blennow befordrades till överste 1993 och var chef för Underrättelse- och säkerhetssektionen vid staben i Södra militärområdet 1994–1999 och pensionerades från Försvarsmakten 1999.